# Марса-Алам (аеропорт)
Міжнародний аеропорт Марса-Алам (IATA: RMF, ICAO: HEMA) — міжнародний аеропорт, розташований за 60 км на північ від Марса-Алам, Єгипет.
Відкрито 16 жовтня 2003 для обслуговування Червономорської Рив'єри.
Офіційна назва аеропорту до 2011 — аеропорт Марса Мубарак. 

## Авіалінії та напрямки
| Авіакомпанія                     | Пункт призначення |
| -------------------------------- | --- |
| Air Arabia Egypt                 | Сезонний чартер Мілан-Бергамо, Верона |
| Air Cairo                        | Братислава, Катовиці, Мілан-Мальпенса, Прага, Варшава-Шопен Сезонний чартер Мілан-Бергамо, Дюссельдорф, Грац, Гамбург, Лейпциг/Галле, Лінц, Мюнхен, Париж-Шарль де Голль, Верона, Відень |
| AlbaStar                         | Сезонний чартер: Верона |
| Anda Air                         | Сезонний чартер: Київ-Бориспіль |
| Blue Panorama Airlines           | Чартер: Болонья, Мілан-Мальпенса |
| Brussels Airlines                | Брюссель |
| Condor                           | Сезонний чартер: Дюссельдорф |
| Corendon Airlines                | Сезонний чартер: Берлін-Шенефельд, Лейпциг/Галле, Мюнхен |
| Edelweiss Air                    | Сезонний: Цюрих |
| EgyptAir Express                 | Каїр |
| Enter Air                        | Чартер: Катовиці, Варшава-Шопен, Вроцлав |
| Eurowings                        | Берлін-Тегель (з 2 листопада 2018), Дюссельдорф, Мюнхен |
| Eurowings Europe                 | Відень |
| FlyEgypt                         | Сезонний чартер: Штутгарт |
| Germania                         | Берлін-Шенефельд, Берлін-Тегель, Нюрнберг |
| Germania Flug                    | Цюрих |
| Neos                             | Мілан-Мальпенса, Верона Чартер: Болонья, Рим-Фіумічіно |
| Small Planet Airlines Germany    | Сезонний чартер:Амстердам, Берлін-Шенефельд, Кельн/Бонн (з 3 листопада 2018),, Дрезден, Дюссельдорф, Гамбург, Ганновер, Лейпциг/Галле, Нюрнберг, Штутгарт                                |
| Small Planet Airlines Poland     | Катовиці, Варшава-Шопен |
| SmartWings                       | Прага Сезонний:Брно, Острава |
| Sun Express Deutschland          | Сезонний:Кельн/Бонн, Дюссельдорф, Лейпциг/Галле, Мюнхен, Нюрнберг, Штутгарт |
| Thomas Cook Airlines             | Бірмінгем Сезонний: Лондон-Гатвік |
| Thomas Cook Airlines Scandinavia | Сезонний: Стокгольм-Арланда |
| Transavia                        | Сезонний чартер: Амстердам |
| Travel Service                   | Сезонний чартер:Прага |
| Travel Service Hungary           | Сезонний чартер: Будапешт |
| Travel Service Slovakia          | Сезонний чартер:Братислава, Кошице, Варшава-Шопен |
| TUI Airways                      | Лондон-Гатвік |
| TUIfly Belgium                   | Брюссель |
| TUI fly Deutschland              | Дюссельдорф, Франкфурт Чартер:Берлін-Тегель, Ганновер |
| TUI Airlines Netherlands         | Амстердам |
| Yanair                           | Сезонний чартер: Київ-Бориспіль |